# Chionoecetes
Chionoecetes es un género de cangrejos que viven en el océano Ártico, en el Pacífico norte y en el Atlántico norte. 
Otros nombres de cangrejos dentro de este género son cangrejo reina y cangrejo araña. El nombre Chinoecetes significa "habitante de las nieves". "Opilio" significa "pastor", y la especie C. opilio es la principal especie conocida como cangrejo de las nieves. Por motivos de marketing, sin embarjo, se emplea "cangrejo de las nieves" para todo el género Chinoecetes. 
El cangrejo de las nieves se pesca en el océano Ártico, desde Newfoundland hasta Groenlandia, en el norte de Noruega en el Atlántico, y en el océano Pacífico, incluyendo el mar de Japón, el estrecho de Bering, el Golfo de Alaska, Norton Sound, llegando al sur hasta California para la especie Ch. bairdi

## Especies
Siete especies existentes están reconocidas dentro de este género. 
- Chionoecetes angulatus Rathbun, 1893
- Chionoecetes bairdi Rathbun, 1893
- Chionoecetes elongatus Rathbun, 1925
- Chionoecetes japonicus Rathbun, 1932
- Chionoecetes opilio (Fabricius, 1788)
- Chionoecetes pacificus Sakai, 1978
- Chionoecetes tanneri Rathbun, 1893